# بی‌ام‌سی سافتور
بی‌ام‌سی سافتور (انگلیسی: BMC Software) شرکت فناوری آمریکایی است، که در سال ۱۹۸۰ تأسیس شد.